# Casa antigua de Güelf
La casa antigua de Güelf (Welf) fue una dinastía de gobernantes europeos entre el siglo IX y el XI. Estuvo formada por dos ramas, una en Borgoña y una en Suabia. Se discute si los dos grupos formaron una dinastía o si compartían el mismo apellido solo por casualidad. 

## Rama de Borgoña

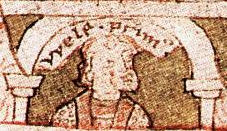
El conde de Altdorf (819)

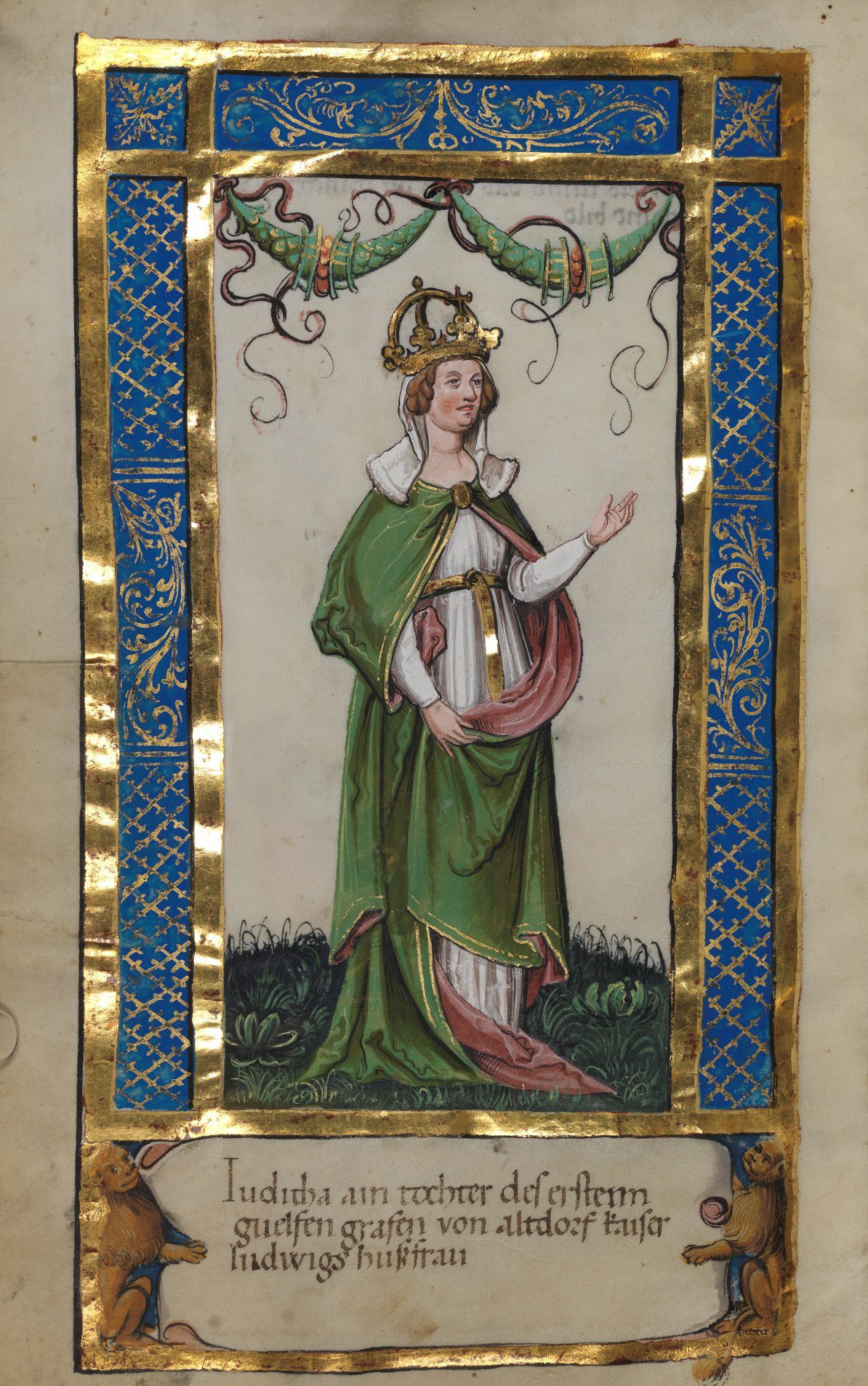
Emperatriz Judit (795 - 843)

El mayor de los dos grupos fue el de Borgoña. Su miembro más antiguo conocido fue Welf I, el primer conde de Altdorf. Se le menciona en el año 819 como padre de la emperatriz Judith. Los hijos más jóvenes del conde de Altdorf, Conrado y Rodolfo, acompañaron a su hermana a la corte de su marido, Ludovico Pío. Su espíritu ambicioso consiguió que sus hermanos mantuviesen su rango de forma hereditaria, mientras que ellos compartieron los momentos felices, así como la fortuna adversa de Judith. Cuando Judith fue confinada por sus hijastros, sus hermanos fueron tonsurados como monjes, pero reclamaron y finalmente obtuvieron permiso para estar junto al trono.
Conrado (conde de París 856-h. 862) tuvo dos hijos: Conrado II, que le sucedió, y Hugo, que siguió la carrera eclesiástica y es conocido como Hugo el Abad. Se habla tradicionalmente de un tercer hijo, Güelf I (II), origen del grupo de Suabia.
Conrado II sucedió a su padre en la dignidad de conde de París (h. 862/864), fue conde de Auxerre (h. 862/864), duque de Borgoña Transjurana (858-864) y restituyó las tierras de su tío-abuelo Otcario, a la región de Borgoña. Dejó un solo hijo, Rodolfo, que asumió la corona real en la abadía de San Mauricio en Valais, en el año 888, y la independencia fue confirmada por dos victorias contra Arnulfo de Carintia, el emperador, siendo reconocido por fin en una dieta general del imperio alemán. Su hijo, Rodolfo II, le sucedió en este nuevo Estado, que incluía la parte francesa de la Suiza occidental, Franco Condado, Saboya, Delfinado, Provenza y el país entre el Rin y los Alpes, que fue conocido como el reino de Borgoña. Dos veces intentó conquistar el Italia, y por un periodo de tres años gobernó en este reino.
Su hijo y sucesor, Conrado III, reinó más de cincuenta y seis años, 937-993, y gozó de la amistad y el apoyo de los emperadores sajones. Otón I se casó con su hermana Adelaida y fue la madre de Otón II y el tío de Otón III. Conrado fue sucedido por su hijo Rodolfo III, llamado el Piadoso, entre otros apodos, que murió sin descendencia en el año 1032, y la soberanía del reino de Borgoña se trasladó, en feudo o legado, a su sobrino Conrado de Suabia, que fue elegido emperador en el año 1024. Con Rodolfo, esta rama se extinguió por vía masculina.

## Rama de Suabia
El miembro más antiguo conocido del grupo de Suabia fue Güelf III conde de Suabia, a quien se nombra por vez primera en 842. Según la leyenda, Güelf era un hijo de Conrado I, hijo de Güelf I, el antepasado del grupo de Borgoña. Esta relación se considera probable, porque los dos, Conrado y Güelfo, fueron condes en Linzgau y en Alpgau. La relación entre Güelf II, y los demás miembros posteriores del grupo de Suabia (Güelf, duque de Carintia, y sus parientes, que eran condes de Altdorf), se conoce sólo a través de la leyenda.
La casa antigua de Güelf se extinguió cuando Güelf III, duque de Carintia, murió sin hijos en 1055. Las propiedades de la casa de Güelf fueron heredadas por la rama vieja de la casa de Este, la cual llegó a ser conocida como la Casa nueva (moderna, joven) de Güelf, o como la casa de Güelf-Este.

## Genealogía

### Welf de la rama borgoñona
- Welf I, señor de Altdorf
× Heilwigis de Sajonia, (h. 775-833), abadesa de Chelles, hija de Widukind de Sajonia
  - Rodolfo (fallecido en  866), abad de Saint-Riquier y de Jumièges
    - Conrado (fall. 882), conde de París y de Sens
    - Hugo
    - Welf (fall.  882), abad de Sainte-Colombe de Sens

  - Judith (fall. 843)
× Ludovico Pío, emperador de Occidente (carolingios
  - Emma
× Luis el Germánico, hijo de Ludovico Pío, rey de Francia oriental (carolingios)
  - Conrado I el Viejo (fall. entre 862 y 866), conde de Paris y de Auxerre, abad laïco de San Germán de Auxerre y de Saint-Gall
× Adelaida de Tours, hija del conde Hugo de Tours (Eticónidas)
    - Güelf II (fall.  858), conde en Linzgau y en Alpgau
    - Hugo el Abad (fall.  886), arzobispo de Colonia y abad de San Germán de Auxerre
    - Conrado II (fall.  876), duque de Borgoña
×  1) Judith, hija de Everardo de Friuli 
× 2) Waldrada de Worms
      - Rodolfo I de Borgoña (fall.  911), duque y después rey de Borgoña
        - Waldrada de Borgoña
× Bonifacio de Spoleto
          - Willa
× Huberto de Toscana

        - Rodolfo II (fall.  937), rey de Borgoña
× Berta de Suabia
          - Conrado III el Pacífico (fall.  993), rey de Borgoña
× 1) ill. Aldiuda
× 2) Matilde de Francia
            - 1) Burcardo II (fall.  1033), arzobispo de Lyon
            - 2) Gisela
× Enrique el Barallós, duque de Baviera
            - 2) Rodolfo III (fall.  1032), rey de Borgoña
            - 2) Berta
× 1) Eudes I conde de Blois 
× 2) Roberto el Piadoso, rey de los Francos

          - Adelaida de Italia (fall. 999)
× 1) Lotario II de Italia, rey de Italia
× 2) Otón I del Sacro Imperio Romano Germánico, emperador

        - Adelaida
× Luis III el Ciego, emperador

      - Adelaida de Borgoña
× Ricardo el Justiciero, duque de Borgoña

### Welf de la rama  suaba
- Enrique(documentado en 900), nieto de Welf II (?)
  - Rodolfo I (documentado en 935)
    - Rodolfo II
× Ita de Öhningen, hija del duque Conrado I de Suabia (Conradinos)
      - Enrique (fall. 1000)
      - Welf II de Altdorf (fall.  1030), conde
× Imiza, hija del conde Federico de Luxemburgo
        - Welf III de Altdorf (fall.  1055), duque de Carintia y margrave de Verona
        - Cunegunda (fall ca. 1055)
× Alberto Azzo II de Este (casa de Este), ancestro de la casa de Brunswick

      - Richlinda (fall.  1045)
× Alberto II, conde de Ebersberg

  - Conrado el Santo (fall.  975), obispo de Constance
  - Eticho

- Wikimedia Commons alberga una categoría multimedia sobre Casa antigua de Güelf.